# Жаринова, Мария Венедиктовна
Мария Венедиктовна Жаринова (1923—1995) — советский врач-терапевт. Заслуженный врач РСФСР (1965). Герой Социалистического Труда (1978).

## Биография
Родилась в 1923 году в посёлке Торговый, Ставропольской губернии в крестьянской семье.
С 1941 по 1943 годы была участником Великой Отечественной войны, позже за участие в войне М. В. Жаринова была награждена Орденом Отечественной войны 2-й степени.
С 1943 по 1947 годы М. В. Жаринова обучалась на лечебном факультете в Кубанском медицинском институте.
С 1947 по 1978 годы М. В. Жаринова работала врачом-терапевтом и  главным врачом Муравльской участковой больницы в селе Муравль, Троснянского района Орловской области. Мария Венедиктовна Жаринова внесла большой личный вклад как руководитель районной участковой больницы в состояние народного образования  Троснянского района Орловской области.
23 апреля 1965 года «за заслуги в охране здоровья населения, организации и оказании лечебно-профилактической помощи» Мария Венедиктовна Жаринова была удостоена почётного звания — Заслуженный врач РСФСР.
20 июля 1971 года Указом Президиума Верховного Совета СССР «за высокие трудовые достижения по итогам восьмой пятилетки (1966—1970)» Мария Венедиктовна Жаринова была награждена Орденом Ленина.
23 октября 1978 года Указом Президиума Верховного Совета СССР «за выдающиеся заслуги в развитии народного здравоохранения» Мария Венедиктовна Жаринова была удостоена звания Героя Социалистического Труда с вручением Ордена Ленина и золотой медали «Серп и Молот». 
С 1978 года Мария Венедиктовна Жаринова вышла на заслуженный отдых.
Жила в селе Муравль, Троснянского района Орловской области.
Умерла 5 июня 1995 года.

## Награды
- Медаль «Серп и Молот» (23.10.1978)
- Два Ордена Ленина (20.07.1971, 23.10.1978)
- Орден Отечественной войны II степени (11.03.1985)

### Звание
- Заслуженный врач РСФСР (23.04.1965)